# Соняшникова жатка
Соняшникова жатка— машина для скошування соняшника методом прямого комбайнування. Сучасна жатка для збирання соняшника може бути з розміром різальної частини 5, 6, 7 і 9,1 метрів. В Україні ця жатка виготовляється машинобудівними підприємствами з 2010 року за принципом роботи жатки суцільного зрізу італійського виробництва. Де скошування соняшника можна робити незалежно від напрямку рядів їх засіву. Стеблопідіймачами-ліфтерами відбувається направленість рослин на ріжучий апарат жатки, у якого ніж з швидкозмінними сегментами по принципу ножиць. Після того, як буде зроблено зрізання стебла, мотовило приносить соняшникову масу в шнековий прийом, забезпечуючи безперервну однорідну масу для подальшої обробки її у бункері комбайну.

Принцип роботи соняшникової жатки ЖСН-7

#### Класифікація соняшникових жаток
1. Рядкова-жатка старого зразку, яку в Україні виготовляє Херсонський машинобудівний завод. Жатка що зкошує соняшник йдучи по рядкам засіву соняшника.
2. Безрядкова-сучасна соняшникова жатка для багатьох комбайнів, виробник Завод Жаток. В цій машині для скошування нема прив'язки до напрямку руху комбайну, єдиний нюанс жатки це вибір ширини міжряддя 30-45 см або 70 см.

##### Принцип роботи жатки безрядкової ЖСН

Жатка для соняшника ЖСН-7, що працює в парі з комбайном фірми Claas

Жатка соняшникова ЖСН-9,1 в агрегації з комбайном Клаас Лексіон під час збору врожаю соняшника, Україна, Херсонщина, 2020 рік

## Таблиця з технічними характеристиками жатки
| №  | Назва показника жатки             | Од. вимір | ЖСН-6                    | ЖСН-7                    | ЖНС-9                    |
| 1  | Ширина різального апарату         | м         | 6                        | 7,4                      | 9,1                      |
| 2  | Швидкість скошування              | км/год    | 10                       | 10                       | 10                       |
| 3  | Транспортна швидкість             | км/год    | див. Інструкцію комбайна | див. Інструкцію комбайна | див. Інструкцію комбайна |
| 4  | Продуктивність скошування         | га/год    | див. Інструкцію комбайна | див. Інструкцію комбайна | див. Інструкцію комбайна |
| 5  | Інтервал висот зрізуваних рослин  | мм        | 230…850                  | 230…850                  | 230…850                  |
| 6  | Крок по осях стеблопідйомників    | мм        | 228,6                    | 228,6                    | 228,6                    |
| 7  | Частота подвійних ходів ножа коси | мин -1    | 600                      | 600                      | 600                      |
| 8  | Вага                              | т         | 1,7                      | 2,2                      | 2,8                      |
| 9  | Привод різального апарату         |           | МПН типа «Шумахер»       | МПН типа «Шумахер»       | МПН типа «Шумахер»       |
| 10 | Габаритні розміри                 |           |                          |                          |                          |
|    | довжина                           | мм        | 6350                     | 7950                     | 9650                     |
|    | ширина                            | мм        | 2310                     | 2310                     | 2310                     |
|    | висота                            | мм        | 1100                     | 1100                     | 1100                     |
| 11 | Номінальний ресурс                | год       | 100                      | 100                      | 100                      |
| 12 | Термін служби                     | рік       | 8                        | 8                        | 8                        |

#### Принцип роботи рядкової жатки на прикладі ПЗС

Жатка соняшникова рядкова на прикладі ПЗС-8

##### ФУНКЦІЇ Й ТЕХНІЧНІ ХАРАКТЕРИСТИКИ
- Кількість рядків, що збирає жатка- 8
- Ширина міжряддя, см — 70
- Ширина захвату, м — 5,6
- Продуктивність га/г — 5,6
- Робоча швидкість, км/г — до 9
- Маса, кг — 1700
- Габаритні розміри, мм (довжина/ширина/висота) — 2600/6090/1480